# Noturno (Marvel Comics)
Noturno (Nightcrawler no original em inglês) é um personagem fictício de quadrinhos do Universo Marvel. Ele tem sido associado a ambos,X-Men e Excalibur, originalmente aparecendo nas histórias em quadrinhos publicados pela Marvel Comics. Criado pelo escritor Len Wein e pelo artista Dave Cockrum, ele estreou no Gigante-Size X-Men # 1 (Maio 1975). Durante o enredo de "X-Men: Second Coming", Noturno é morto em uma tentativa de salvar a Esperança Summers em X-Force # 26 (Abril 2010).
Como um mutante, Noturno possui agilidade sobre-humana, e a capacidade de teletransporte, invisibilidade em sombras profundas, e as mãos e os pés aderirem a parede. Possui a pele azul (que herdou de sua mãe), olhos amarelos e uma cauda preênsil (que herdou de seu pai). Uma mutação física que possui mas que seus pais não são os três dedos nos pés e mãos (incluindo o polegar).
Em aparições anteriores nos livros da Comics, ele é descrito como sendo um prático despreocupado gozador e brincalhão, e um fã de ficção. Noturno é um católico alemão e, enquanto isso não é enfatizado tanto nas suas aparições anteriores nos quadrinhos, Noturno representou mais tarde que é mais vocal sobre sua fé.
Desde sua criação, Noturno teve uma presença regular na Marvel, relacionado com histórias em quadrinhos e jogos de vídeo. Ele já foi mencionado em um pequeno número da década de 1990 em um dos episódios da série animada X-Men e foi um regular em seus sucessores, em X-Men: Evolution e Wolverine e os X-Men. Em 2003, ele foi um personagem importante no filme X2, e foi interpretado por Alan Cumming.
Noturno inicialmente nasceu em uma pequena aldeia chamada Witzeldorf no estado alemão da Baviera. Na série animada dos X-Men, é dito ser Neuherzl, e no filme X2, ele faz repetidas referências ao seu tempo no circo de Munique, embora nunca seja explicitamente especificado de onde ele se originou.

## Biografia ficcional do personagem

### Origem
Kurt Wagner nasceu na região alemã da Baviera, filho da terrorista Mística e do mutante de aparência demoníaca Azazel. Isso aconteceu quando ela era esposa de Lorde Darkholme. Ao nascer com orelhas pontudas, rabo e apenas três dedos na mãos e nos pés, sua mãe o abandonou num rio para não ser linchada pelos aldeões de sua vila. Ele foi encontrado nos Alpes por uma família de ciganos chamada Szardos que já tinha dois filhos, Stefan e Jimaine Szardos, que não se importaram por sua aparência demoníaca. Sua família trabalhava no circo e ao crescer, Kurt virou uma estrela. Além da aparência, era muito agil e rápido, ficando invisível no escuro e podendo se teletransportar à pequenas distâncias. Porém, ao fazer isso liberava fumaça e o lugar em que estava ficava com um estranho cheiro de enxofre. Logo, não é difícil compreender porque o vilarejo onde morava pensou que ele era o Diabo e tentou linchá-lo. Foi então que Charles Xavier apareceu, salvando Kurt de uma multidão enfurecida de camponeses que queriam matá-lo.
Xavier contou para Wagner que ele era um mutante e que devia se juntar aos X-Men. Aceitando o convite, ele se tornou o X-Men conhecido como Noturno. Kurt fez facilmente amizade com seus novos amigos, principalmente com Wolverine que o chamava de Elfo e o tímido Colossus, com quem Noturno usando um indutor de imagens saía para paquerar as garotas de NY.
Jimaine não conseguia acreditar que Kurt fosse um assassino de seu irmão Stefan. Ela mudou seu nome para Amanda Sefton e misticamente evitando que Kurt reconhecesse seu rosto, ela começou a se encontrar com ele.
Após a morte da sua companheira de equipe Jean, a novata Kitty Pryde no início tinha pavor dele por sua aparência. Aparência essa que o fez suspeitar de sua origem quando enfrentou pela primeira vez a Mística, ao ser indagada, Mística disse para perguntar a verdade para Margali Szardos e ficou na equipe por bastante tempo chegando a ser líder do grupo algumas vezes.
Margali retorna para vingar o assassinato de seu filho Stefan e colocou Noturno em um inferno ilusório que havia criado, baseado no Inferno de Dante. Com a ajuda do Doutor Estranho, os X-Men seguiram-no e, quando eles finalmente alcançaram o último círculo do inferno, Jimaine materializou-se e apontou o caminho até Margali. Utilizando o Olho de Agamotto do Doutor Estranho, Jimaine consegue provar para Margali que Kurt não teve culpa da morte de seu irmão de criação. Margali perdoou-o e deixou-os, enquanto Jimaine revelava que estivera com Kurt o tempo todo, na forma de Amanda Sefton.
E assim Noturno manteve seu caso quase incestuoso com a sua irmã de criação Amanda Sefton, por mais que se gostassem muito, o casal tinha muita dificuldade de se entender, sempre incompativeis como o dia e a noite.
Amanda tenta avisar para Kurt não se teleportar pois havia um encantamento transdimensional ao redor de seu apartamento, mas antes que pudesse dizer a ele, Kurt o fez e acabou em outra dimensão, Crystallium, onde encontrou Crystar, o Guerreiro Cristalino. Horas depois, ele consegue teleportar-se de volta à Terra, trazendo um presente para Amanda — as jóias que Ika de Crystallium usava.
Depois que os X-Men encontraram o Beyonder, as crenças religiosas de Noturno foram estilhaçadas.
Querendo ficar sozinho, ele discutiu com Amanda. Uma coisa que sempre foi um empecilho entre a relação dos dois foi que ela é muito fechada e Kurt exige franqueza. E assim a insulta, acusando-a de usar seus poderes mágicos para fazer com que ele a amasse. Irritada, Amanda deixa o sozinho .
Substitui temporariamente Tempestade quando ela perde seus poderes, e testa Vampira para ver se ela consegue utilizar o sétimo sentido precognitivo que Miss Marvel possuía. Vampira descobre onde ele iria aparecer em seguida o atingindo com um violento soco. Noturno é dolorosamente bem sucedido na tentativa.
Noturno desaparece ao enfrentar Nimrod e o Clube do Inferno. Os X-Men pensam que ele tinha sido desintegrado, felizmente ele é encontrado depois, apenas enfraquecido e com dificuldades para teleportar. Logo depois, ocorre o Massacre de Mutantes promovido pelos Carrascos, e Noturno mesmo debilitado vai com os X-Men tentar salvar os Morlocks, durante a batalha se fere novamente com um ataque do Maré Selvagem onde agravou sua saúde.Tanto ele quanto Kitty Pryde tiveram que se afastar da equipe para se recuperar na Ilha Muir.

### Excalibur
Ainda não estava totalmente recuperado quando os X-men foram dados como mortos. Ele então reuniu Lince Negra, Rachel Summers, a filha de Scott e Jean Grey de um futuro alternativo e designada  "Nova Fênix", Meggan e Capitão Bretanha (Capitão Britânia) para formar o Excalibur. Noturno se torna o líder e se sente atraído por Meggan, namorada do Capitão Britânia. Ele retribui seu afeto principalmente por seu namorado não lhe dar tanta atenção como gostaria e por algumas vezes quase não resistiram a tentação.
Até que Capitão Britânia, em um momento de ciúmes, parte para a ignorância com Noturno, que sai da briga com uma perna quebrada.
Depois que a shiar Cerise pousou na Terra e entrou para a equipe, Noturno a ajudou a introduzir a cultura terrestre da qual ela nada conhecia, Cerise gostou principalmente da “massagem labial” ensinada por ele. Porém, seu tempo na equipe foi curto, os Piratas Siderais interceptam Cerise e a acusam de assassinato. O Excalibur enfrenta os Piratas, mas depois Cerise assume sua culpa. E assim, o relacionamento entre Noturno e Cerise termina ao ser enviada para uma prisão Shiar no espaço.
Capitão Britânia fica preso no fluxo temporal, e então Noturno chama sua ex-namorada Amanda Sefton para auxiliar Meggan e Rachel Summers a resgatá-lo com suas habilidades mágicas. Mas, ao fazerem contato, conseguiram apenas trocar Brian por Rachel, que em seu lugar, entrou no fluxo temporal para emergir em algum futuro distante.
Após esse incidente, Kurt e Amanda viajaram para a Alemanha, onde sua mãe Margali fora capturada por Desespero. De volta ao Excalibur, Noturno foi dominado pelo mago Gravemoss que tentou matar Amanda.
Noturno foi líder da equipe até que o grupo se desfez, quando o Capitão casou-se com Meggan.

### Retorno aos X-men
Ao lado de Colossus e Lince Negra, retorna aos X-Men, logo após a saga Operação: Tolerância Zero. Mais tarde tornou-se padre, mas abandonou a batina em virtude da necessidade de sua presença no grupo mutante.
Noturno teve um longo relacionamento amoroso com Amanda Sefton a quem conhecia desde criança. Eles se separaram quando Kurt virou um X-men, e mais tarde voltaram a se reencontrar, mas não permaneceram juntos por muito tempo.

### Religiosidade e a Volta do Pai
Querendo dedicar mais tempo ao sacerdócio, Noturno compartilha a liderança de equipe com Arcanjo. No entanto, seu trabalho como sacerdote era somente uma ilusão, de fato nunca atingiu o sacerdócio. Ele também se reuniu com seus meio-irmãos Nils Styger/ Abyss, e Kiwi Negro. Com eles, Noturno derrota seu pai Azazel, que tinha tentado usá-lo como um peão para escapar de sua prisão.
Em um ponto, há uma pequena atração entre Noturno e Garota Marvel se manifestando em um beijo, mas nada mais aconteceu. Noturno foi equilibrando seus sentimentos em relação a Garota Marvel e uma atração a Tempestade, ao mesmo tempo, enquanto que Tempestade estava em uma espécie de "amizade" romântica com Wolverine.
Mais tarde,  serviu como o novo líder da equipe de Fabulosos X-men ao lado de Wolverine, Bishop, Psylocke, Míssil, e Garota Marvel. Mais tarde ajudou a Tempestade libertar a África do controle de seu tio.
Depois, o Professor X o recrutou, junto com Darwin, Destrutor, Garota Marvel, Apache e Polaris, para participar de uma missão espacial para parar Vulcano de que os resíduos para o Shi'ar império. Durante a batalha com Vulcano, Noturno ajuda a tirar o lesionado Professor X e Darwin de volta para sua nave espacial. Enquanto estavam lá tentando salvar o Professor X, Lilandra enviou sua nave de volta para a Terra, deixando metade da equipe por trás.
Kurt ainda faz parte da equipe do professor X, ajudando Charles a encontrar Magneto antes que o governo o faça, enquanto o resto da equipe faz pesquisa sobre os Morlocks .

### Dinastia M
Após Feiticeira Escarlate inverter a realidade, Kurt Wagner é o único mutante com poder de teletransporte e atua junto com sua mãe, Raven Darkholme (Mística) e sua irmã adotiva Anna Marie no Esquadrão Vermelho da S.H.I.E.L.D.
Ele vem também ajudando Apocalipse em seus combates e se torna um de seus cavaleiros. Mas não vem sendo fácil fazer esses dois trabalhos juntos, já que o seu colega de equipe, James Howlet, vem demostrando um ar hostil, e seu chefe, Sebastian Shaw quer que ele e a equipe o detenha antes que  faça algo contra Magneto.
Também já esteve na África, tentando destruir o rei T'Challa e seus aliados, só que não conseguiu.

### Dizimação
Após a realidade voltar ao normal, Kurt Wagner foi um dos 198 mutantes que não perderam seus poderes na Dizimação.

### Complexo de Messias
Quando o primeiro mutante desde o Dia-M apareceu, Ciclope envia Noturno, Wolverine, Anjo, Tempestade, Colossus e para encontrar um ex-membro dos Acólitos para obter informações sobre os Carrascos. Foi previsto por Olhos Vendados que Kurt seria gravemente ferido nos próximos eventos e de fato isso se tornou realidade quando ele foi baleado pelo Caçador de Escalpos. Kurt parece estar quase totalmente recuperado de seus ferimentos,  todos os membros da  equipe foram  teletransportados para a Ilha Muir por Fada e eles tomam parte na batalha final .

### Divididos Lutaremos
Ainda se recuperando de seus ferimentos, Kurt está viajando pela Europa junto com Wolverine e Colossus. Kurt e Wolverine estão atualmente envolvidos em uma "guerra de brincadeiras", como Peter chama. Em uma das brincadeiras, Logan pirateia o  indutor de Kurt imagem para torná-lo parecido com Angelina Jolie, o que resulta em uma imagem de Angelina e Peter aparecendo em diversos tablóides jornais. Os três viajam para a Rússia onde eles visitam o cemitério onde a família de Peter está enterrada. Depois eles vão para um bar local, onde eles discutem a recente perda de Kitty Pryde e da destruição dos X-Men. Uma luta ocorre no bar, durante o qual sua cobertura está queimando. Logo depois, os três são capturados pelo governo russo, que exige saber por que todos os seus mutantes ficaram sem poderes e porque Colossus, Wolverine e Noturno ainda mantêm as suas habilidades. Depois de uma batalha com Omega Vermelho, os três heróis retornam para os EUA e se juntam a equipe que agora vive em São Francisco.

### Destino Manifesto
Kurt, junto com Wolverine e Karma são emboscados pelo Culto do Inferno após uma série de de crimes de ódio antimutante acontecer em torno de São Francisco.  Ele também tomou para si a construir uma nova capela em Graymalkin Indústrias, casa dos X-Men e nova base de operações.
Durante uma sessão de treino na Sala de Perigo , ele revela que está tentando manter-se distraído, porque sempre que tem tempo para de pensar em Kitty, e em como os X-Men não precisam dele, já que Fada é uma melhor teleportadora. Depois de lutar contra vários vilões simulados pela sala de perigo, ele reprograma a Sala de Perigo para mostrar Kitty. Ele confessa que foi pena não estar lá para ajudá-la, abraça a simulação e chora. A simulação de respostas diz que ela sente falta de Kurt também. Noturno brevemente acredita que ele não tem mais um papel com os X-Men, especialmente devido à Fada e suas façanhas de teletransporte. A viagem de volta para a Alemanha renova sua convicção através de um encontro com um menino amaldiçoado por ciganos em forma demoníaca e uma aventura romântica antes de retornar á São Francisco para ajudar os X-Men contra um adversário .

### Invasão Secreta
Kurt luta ao lado dos X-Men quando os Skrulls invadem São Francisco. Ele se depara com uma bíblia Skrull e, depois de estudá-la, ele dá ao Fera que descobre como lidar com os Skrulls.

### X-Infernus
Noturno estava dando aula de teleporte com Fada, quando pede para ela mostrar sua adaga espiritual sob o comando de Cíclope. Fada mostra, mas fica sem a alma e doída, e então ela crava a adaga em Kurt, mas ela consegue manter o controle e puxa-a de volta. Mas alguma coisa estava errada, parecia que estava presa dentro de  Kurt e ao retirá-la, a Espada Espiritual de Illyana Rasputin veio junto.
Então, Magia sai do Limbo e vem para a Terra onde derrota Fada, conseguindo pegar a sua espada de novo e retornar á sua  forma humana. Noturno, Colossus, Fada, Pedreira, Mercury e Wolverine vão ao Limbo atrás de respostas sobre o que aconteceu com Illyana e Noturno tem de lidar com os X-men, que estão sob o comando de Lady Infernal, filha do demônio Belasco. Noturno usa sua Espada espiritual para derrotar Illyana, os demônios e enfim romper o elo de poder sobre os X-Men. Ele e a equipe voltam para casa e conseguem recuperar a integrante Illyanna Rasputin de lá  á pedido de seu irmão Colossus.

### Morte
Após a volta de Cable e Hope Summers ao presente, Vampira e Noturno tem que protegê-la. Com ela nas mãos, o vilão Bastion estava com tudo para vencer os mutantes, restando á Noturno usar seu poder para resgatar a menina. Mas ele materializa-se com o braço de Bastion enfiado em seu peito...
Noturno ainda tem forças para fazer um último teleporte e salvar Hope. Antes de parar de respirar, ele diz que tem  fé nela. Bastion escapa sem um braço, facilmente reposto. A sua morte afeta vários membros do grupo, em especial Wolverine, que diz que Kurt foi a única pessoa que sempre o tratou como um homem, apesar do que ele fizesse. Wolverine então diz a Hope que é melhor que o sacrifício de seu melhor amigo tenha valido a pena.
Foi revivido em Amazing X-men #1.

## Poderes e Habilidades
Seus poderes mutantes incluem teletransporte, super agilidade, aderência física, visão noturna, habilidades acrobáticas e a habilidade de fundir-se com as sombras. Noturno é um mutante com a habilidade para teleportar a si mesmo, roupas usadas e uma certa quantia de massa adicional com qual entra em contato. Kurt teleporta deslocando-se através de uma dimensão (a dimensão do enxofre), atravessando-a, e ao retornar a sua própria dimensão se encontrará a uma certa distância do ponto do qual partiu. Além disso  pode usar o teletransporte para evitar ataques, ou então para surpreender seus adversários com ataques rápidos, podendo até lutar contra vários adversários ao mesmo tempo. A super agilidade dá a ele um controle total sobre seu corpo permitindo que se mova mais rápido e tenha bons reflexos para esquivar e atacar. Já a aderência física permite andar em paredes e tetos com total naturalidade e isso unido a suas habilidades acrobáticas o torna muito veloz quando está lutando em lugares que possuam obstáculos, pois pode se pendurar, saltar e girar no ar com incrível precisão. Noturno ainda possui uma cauda que muitas vezes serve como um terceiro braço. Sua aparência permite que se una parcialmente ás sombras e assim  deixando-o oculto, o que lhe dá uma vantagem nesse tipo de ambiente, já que também possui visão noturna graças ao seus olhos brilhantes que lhe garantem uma melhor percepção de luz. Além disso, é um excelente lutador e esgrimista, Noturno também é um multilínguista, ele consegue falar mais de 6 línguas, entre elas alemão, espanhol, inglês e latim

## Religiosidade
Um dos poucos personagens das histórias em quadrinhos onde sua religião é evidente, Noturno é um cristão católico romano, tendo estudado para se tornar sacerdote antes da sua entrada para os X-Men. O catolicismo tem forte influência na vida de Kurt, influenciando inclusive suas opiniões e posições sobre alguns assuntos dentro do grupo.

## Em outras mídias

### Desenhos animados
- Noturno é um dos personagens principais dos desenhos animados X-Men : A Série Animada, X-Men: Evolution e Wolverine and the X-Men (série). No Brasil é dublado por José Santanna no primeiro, Christiano Torreão no segundo e Raul Schlosser no terceiro. Ele também apareceu no desenho Homem Aranha e Seus Incríveis Amigos.
- X-Men: Evolution Nessa série Noturno aparece ainda jovem, como um dos novos alunos mutantes do professor X, sendo recrutado logo no primeiro episódio. Aqui ele ainda não tinha desenvolvido totalmente seus poderes e habilidades, embora já possuísse o teletransporte, a aderência  e agilidade física. Noturno também costuma usar um indutor de imagens para ficar com uma aparência humana. É muito brincalhão e adora fazer pegadinhas com os outros. Tem uma grande amizade com Ciclope e Lince Negra, além de ser irmão adotivo de Vampira e filho de Mística.
- Wolverine and the X-Men (série) Aqui Noturno aparece como um experiente membro dos X-Men, porém com a equipe desfeita inicialmente, ele dedica sua vida para proteger mutantes mais fracos. Logo no primeiro episódio em que aparece, dá uma demostração de seus poderes e habilidades ao vencer guerreiros extradimensionais enviados por Mojo para forçá-lo á participar de seus jogos mortais televisivos (um tipo de Reallity Show que se passa em uma dimensão conhecida como Mojoverso). Ele derrota inclusive Espiral, que é considerada a líder e mais forte desses guerreiros. Mais tarde ele chega á Genosha, onde conhece a Feiticeira Escarlate com quem se dá muito bem, aparentemente. Mas logo descobre os verdadeiros planos de Magneto e tudo muda, sendo que acaba preso na ilha. Porém a essa altura, ela já havia desenvolvido um forte sentimento por ele. Logo são pegos por Espiral e soltos em uma cúpula submarina onde precisam enfrentar inclusive Wolverine, que estava sob o controle de Mojo. Eles vencem e fogem do lugar, mas enquanto Noturno volta para os X men, a Feiticeira Escarlate decide ir para Genosha com seu pai.

### Filmes
- Em X-Men 2 Noturno é interpretado por Alan Cumming .Controlado por Stryker se infiltra na Casa Branca e tenta assassinar o presidente,derrotando vários agentes. Logo o Professor X o localiza  e manda Jean Grey e Tempestade irem atrás dele.Kurt se junta aos X-Men , e na batalha final ele teletransporta Tempestade para a sala onde Xavier está.
- Em X-Men: Apocalipse é apresentada uma versão mais jovem de Kurt interpretado por Kodi Smit-McPhee. Ele aparece lutando com Anjo em uma gaiola e vence, Mística o tira de lá e juntos vão para a Mansão X. Noturno se torna um X-Men e na batalha final luta com Anjo novamente, sendo o responsável por tirar Charles Xavier de dentro da pirâmide. Ele retorna em X-Men: Fênix Negra

### Videogames
- É um personagem jogável em X-Men para o NES, X-Men: Madness in Murderworld, o arcade dos X-Men, X-Men e X-Men 2: Clone Wars para Mega Drive, X-Men: Mutant Academy 2, X-Men: Next Dimension e X-Men: The Official Game. Também é jogável em X-Men Legends e sua continuação, e em Marvel: Ultimate Alliance, aparece na história e pode ser baixado como personagem jogável no Xbox 360.
- Em X-Men Origins: Wolverine é citado que ele pode ser filho de Mística com John Wraith, pois este diz à mutante: "Acalme-se Srta. Darkholme, é meu filho que você está carregando. Que você acha do nome Kurt?".